# الدوري التونسي لكرة اليد 1980–81
الدوري التونسي لكرة اليد 1980-1981 هو الدورة 26 من الدوري التونسي لكرة اليد للرجال. شارك فيها 12 فريقا.

فاز بهذا الموسم الترجي الرياضي التونسي، وجاء ثانيا النادي الرياضي لحمام الأنف.

## روابط خارجية
- الموقع الرسمي للجامعة التونسية لكرة اليد.